# Erwin Schimitschek
Erwin Schimitschek (* 31. März 1898 in Wisokopole (Mähren); † 21. März 1983 in Wien) war ein österreichischer Forstentomologe und Hochschullehrer.

## Leben
Erwin Schimitschek studierte von 1919 bis 1924 Forstwissenschaften an der Universität für Bodenkultur Wien, wurde am dortigen Institut für Forstschutz und forstliche Entomologie Hochschulassistent und promovierte 1929 bei Moritz Seitner (1862–1936) über ein forstentomologisches Thema. Nach seiner Habilitation 1930 wurde Schimitschek Privatdozent und 1936 zum außerordentlichen Professor ernannt. Ab 1937 war er Ordinarius an der forstwirtschaftlichen Fakultät der Landwirtschaftlichen Hochschule Ankara (YZE) in Bahçeköy bei Istanbul und Leiter des Instituts für Forstentomologie, Forstschutz, Wildkunde und Jagd. Von 1939 bis 1945 war Schimitschek Ordinarius für Forstentomologie an der Hochschule für Bodenkultur Wien. Ab 1942 gehörte er dem Beirat des Entomologischen Instituts der Forschungsgemeinschaft Deutsches Ahnenerbe im KZ Dachau an und leitete das Südost-Institut für Wald- und Holzforschung.
Nach dem Ende des Zweiten Weltkrieges arbeitete er bei Landesforstinspektionen in Tirol und Niederösterreich und war ab 1951 Leiter der Forstschutzabteilung der forstlichen Bundesversuchsanstalt Mariabrunn bei Wien. 1953 bekam er einen Ruf an die forstliche Fakultät der Georg-August-Universität Göttingen in Hannoversch Münden, wurde dort 1956 Dekan und 1966 emeritiert.
Nach dem Tod von Hans Walther Frickhinger im Jahre 1955 übernahm Schimitschek die Schriftleitung des Anzeigers für Schädlingskunde und Pflanzenschutz. Nach 17-jähriger erfolgreicher Arbeit übergab er die Schriftleitung am 1. Januar 1972 an Wolfgang Schwenke.
Erwin Schimitschek starb zehn Tage vor seinem 85. Geburtstag in Wien. Er hinterließ seine Ehefrau, die Bodenkundlerin Gertrud von Schreckenthal-Schimitschek, mit der er fast 50 Jahre verheiratet war, und zwei Töchter.
Schimitschek gilt als einer der Begründer des modernen Waldschutzes. Seit 1929 veröffentlichte er Denkanstöße, die 1969 im Buch Grundzüge der Waldhygiene gipfelten.

## Ehrungen
Die Deutsche Gesellschaft für allgemeine und angewandte Entomologie ehrte Erwin Schimitschek gleich zweimal: 1963 mit der Karl-Escherich-Medaille und 1974 mit der Fabricius-Medaille.